# آرتور ویلیام راکر
 آرتور ویلیام راکر (انگلیسی: Arthur William Rucker؛ زاده ۲۳ اکتبر ۱۸۴۸ درگذشته ۱ نوامبر ۱۹۱۵) یک فیزیک‌دان اهل بریتانیا بود.